# 阿黑
阿黑（希伯來語：‎；Ohel；意为“帐篷”或者"房屋"）是《旧约圣经》中的一个人物，所罗巴伯的孙子，其长子米书兰的五个儿子中的第二个。
阿黑是犹大王国国王约雅敬的第五代的后代。
阿黑的名字见于《历代志》上3:20的记载。 